# Nicolas Koechlin (1838-1892)
Pour les articles homonymes, voir Koechlin.
Nicolas Koechlin, prononcé ke'klɛ̃, né le 31 juillet 1838 à Mulhouse et mort le 4 avril 1892 à Paris, est un industriel et homme politique français.

## Biographie
Fils de Nicolas Ferdinand Koechlin (1812-1875) et de Julie Caroline Koechlin (1820-1875), Nicolas est le petit-fils de Nicolas Koechlin (aïeul paternel) et d'André Koechlin (aïeul maternel), tous deux d'importants industriels et hommes politiques mulhousiens sous la Monarchie de Juillet.
Le 31 octobre 1864, il épouse Juliette Meiner (1844-1931), fille du maître de forges Louis Meiner, maire monarchiste de L'Isle-sur-le-Doubs et conseiller général du Doubs. Le couple aura cinq enfants. L'aînée, Marie-Louise (1865-1913), épousera en 1887 le vicomte Raymond Decazes (1851-1916), petit-fils de Joseph-Léonard Decazes, et lui donnera sept enfants dont Cécile (1889-1981), mère de Pierre de La Fouchardière.
Associé depuis 1866 à l'entreprise André Koechlin & Cie, Nicolas Koechlin fonde une filature dans la ville de son beau-père après la Guerre franco-allemande de 1870 et l'annexion de l'Alsace. Pendant le conflit, il a mené un corps de volontaires dans les Vosges. Capitaine de cavalerie, il est l'officier d'ordonnance du duc d'Aumale quand celui-ci commande le 7e corps d'armée à Besançon (1872-1879).
En 1879, Nicolas Koechlin brigue le mandat de conseiller général du canton de L'Isle-sur-le-Doubs, vacant depuis la mort de son beau-père. Il est élu le 6 juillet, avec 1 353 voix, face au candidat républicain, Mouchet (965 voix). Réélu le 1er août 1880 et le 1er août 1886, il bat à cette dernière occasion le député républicain Jules Gros par 1 416 voix contre 804.
Alors que sa circulaire électorale de 1879 l'avait présenté comme un monarchiste rallié à la République, Koechlin reste l'un des chefs du parti royaliste dans son département, aux côtés de Werner de Mérode. Ainsi, le 14 décembre 1884, une forte majorité du comité « conservateur » du Doubs le choisit pour candidat aux élections sénatoriales du 25 janvier 1885 après le refus de l'ancien député Estignard, initialement pressenti. Deux sièges étant à pourvoir, Mérode est candidat à sa propre réélection. N'ayant obtenu que 350 voix (soit 39% des 891 votants), Koechlin arrive en dernière position du scrutin, légèrement derrière Mérode (42%) et loin derrière les deux élus républicains, Gaudy (58%) et Oudet (59%).
Dans la seconde moitié des années 1880, il préside plusieurs conférences et banquets royalistes, notamment à Besançon (décembre 1887), à Montbéliard (30 septembre 1888) et à Pont-de-Roide (25 novembre 1888), avec pour orateurs respectifs Louis Calla, Cornélis-Henri de Witt - dont le discours est interrompu par des perturbateurs républicains - et Adrien Maggiolo.
Lors des élections législatives de 1889, Koechlin est le candidat des conservateurs dans l'arrondissement de Montbéliard, face à un député sortant républicain, Jules Viette, et au boulangiste Louis-Honoré Petit. Avec 4 794 voix (28% des votants), il devance Petit (571 voix, soit 3%) mais est nettement distancé par Viette, réélu par 11 347 suffrages (67%). Troisième dans le canton de Montbéliard, le candidat royaliste n'est arrivé en tête que dans les cantons de Maîche et du Russey.
Atteint d'une fluxion de poitrine, Nicolas Koechlin meurt le 4 avril 1892 dans son hôtel parisien du 10, rue Dumont-d'Urville. Au lendemain des obsèques religieuses, célébrées par le pasteur Isaac Picard au temple protestant de l'Étoile , il est inhumé à L'Isle-sur-le-Doubs le 7 avril.

## Pour approfondir